# Emily Robison
Emily Robison (Pittsfield, 16 agosto 1972) è una musicista statunitense.

## Biografia
Figlia di Paul Erwin e Barbara Trask, è cresciuta in Texas.
Fa parte del gruppo country Dixie Chicks (che si è formato a Dallas nel 1989), insieme alla sorella maggiore Martie Maguire e a Natalie Maines.
All'interno del gruppo suona il banjo, il dobro, la chitarra acustica e la fisarmonica.
Nel 1999 ha sposato il collega Charlie Robison dal quale ha avuto tre figli: Charles Augustus e successivamente due gemelli, Julianna Tex and Henry Benjamin.
Dal 2010, insieme a Martie Maguire, fa parte del duo Court Yard Hounds, progetto parallelo alle Dixie Chicks.